# Баш-Челик
Баш-Челик (челична глава, од тур. baş — глава и тур. çelik — челик) је српска народна приповетка.

## Радња
Један цар имао је тројицу синова и три ћерке. На смртној постељи, он натера своје синове да се закуну да ће удати своје сестре за првог човека који их буде запросио. Једне ноћи, гласан глас на вратима захтева да му дају једну сестру. Два старија брата нису вољна да то учине, док најмлађи испуњава очев последњи захтев и даје је. Иста ствар се дешава наредне две ноћи, па су све три сестре дате мистериозним странцима. Три брата одлучују да пођу у потрагу за својим сестрама.
Током својих путовања, сваки брат се бори са многоглавим аждајама, а најмлађи баца звер у језеро, од чијег пљуска се гаси њихова логорска ватра. Он полази сам да нађе ватру, а уз помоћ свог разума побеђује девет дивова који су терорисали регију. На крају, он спасава принцезу из дивовског села и добија дозволу да је ожени. Живи у њеном замку и дозвољено му је да посећује све одаје, осим једне која је окована ланцима. Када његова жена једном приликом буде далеко од замка, он улази у ту одају и налази човека окованог у ланцима. Човек се представља као Баш-Челик и моли за три чаше воде. Сваког пута када Баш-Челик попије воду, принцу обећава додатни живот. Када му је трећа чаша предата, Баш-Челик поново добија своју огромну снагу, разбија ланце, шири своја крила и лети са принчевом женом.
Принц сада креће на нову мисију да спаси своју жену. На путу открива да су његове сестре удате за цара змајског, цара соколова и цара орлова. Он посећује њихове замкове и наилази на добродошлицу. Али када им исприча своје планове да победи Баш-Челика, сви покушавају да га зауставе, говорећи му да је то немогуће. Принц одбија да послуша, па му сваки цар даје магично перо које ће, када се спали, призвати њихове војске. Он покушава да спаси своју жену, али сваки пут не успева и губи по један живот који му је Баш-Челик обећао. Четврти пут поново не успева и умире, али не пре него што спали перо, а његово тело спасавају његови зетови. Они га васкрсавају користећи магичну воду из реке Јордан. У овом тренутку, принцеза сазнаје да Баш-Челик не може да буде убијен, јер је његов живот у птици која се налази у срцу лисице која живи у шуми високе планине. Уз помоћ својих зетова, принц коначно убија Баш-Челика и спасава своју жену.

## Историја
Лик Баш-Челика има доста сличности са Кошћејем Бесмртним (рус. Кощей (Кащей) Бессме́ртный) из словенског фолклора.
Ова српска народна приповетка први пут је била штампана у Бечу 1870. године, у збирци приповедака Вука Стефановића Караџића под називом „Српске народне приповијетке“.